# Организирана престъпност
Организираната престъпност е тежка проявна форма на престъпност, редом с тероризма.
Характеризира се с устойчивост на криминалната деятелност, осъществявана от криминални организации (организирани групи и/или престъпни асоциации), които имат йерархична структура, материална и финансова база, както и взаимовръзки и в повечето случаи зависимости с правителствени или управленски лица и/или органи, осъществявани на основата на корупционни механизми и практики.

## Дефиниция
Организирана престъпност е изключително сложен обществен феномен, поради което съществуват множество различни подходи при определяне на основните съдържателни характеристики и елементи за правната ѝ дефиниция. В правната теория съществуват различни доктринални тези при определяне съдържателния обхват на понятието организираната престъпност, с оглед неговите икономически, регионални и етнически компоненти.